# Psilopa flavimanus
Psilopa flavimanus är en tvåvingeart som beskrevs av Friedrich Georg Hendel 1913. Psilopa flavimanus ingår i släktet Psilopa och familjen vattenflugor. Inga underarter finns listade i Catalogue of Life.